# Геня Кузен
Женев'єва «Геня» Бура-Кузен (фр. Geneviève "Guènia" Boura-Cuzin; Ліон) — французька громадська діячка українського походження, засновниця комітетів «Діти Чорнобиля» та «Україна-33».

## Біографія
Народилася в 3-му окрузі Ліона в сім'ї українських емігрантів.
Розпочала громадську діяльність із створення хору Святого Атанаса, а в 1980 році організувала танцювальний ансамбль «Степи».
У 1987 році (за іншими даними у 1982) заснувала комітет «Україна-33», який займається просвітницькою діяльністю й працює над визнанням Голодомору 1933-го року геноцидом української нації. Ініціатива знайшла підтримку у кардинала Альберта Декуртре та колишнього міністра оборони Франції Шарля Ерню. Очолювала комітет до 2017 року. Франція визнала Голодомор геноцидом у 2023 році.
У 1993 році співзаснувала комітет «Діти Чорнобиля».
У 2003 році, за сприяння Гені Кузен, біля церкви Святого Атанаса у Віллербанні, мер міста Жан-Поль Бре відкрив першу у Франції пам'ятну дошку, присвячену жертвам голодомору.
Напередодні російського вторгнення в Україну підписала відкрите звернення до Президента Франції Еммануеля Макрона про негайне відкриття переговорів про вступ України до ЄС.

## Нагороди
- кавалер ордена «За заслуги» (Франція, 2001)[8];
- орден княгині Ольги III ступеня (Україна, 2005)[9];

## Особисте життя
Батько — Степан Бурий, виїхав до Франції з Дрогобича у 1926 році, а мати з Бродів у 1932.
Одружена. Має трьох синів — Степана, Михайла і Миколу.